# 體溫
体温指生物的身体温度。在正常情况下，人类平均体温一般为37℃或者98.6℉，但同時，一些研究表明人體“正常”體溫是一定範圍內變動的，一般從97°F (36.1°C) to 99°F (37.2°C)。经口腔测量的体温一般为36.8±0.7℃（98.2±1.3℉）。亦即攝氏36.1度至37.5度，或者華氏96.9度至99.5度。体温反应了机体新陈代谢的结果，也是机体发挥各项正常功能的必备条件之一。

## 体温的测量
临床上通常用口腔温度、直肠温度（肛溫）、腋窝温度、耳溫及額溫等来代表体温。早期最常用以腋窝温度测量较为方便。儿童不宜通过测量口腔温度来测量体温，因其可不慎咬碎温度计致其中的汞误食。紅外線感測體溫的耳溫槍普及後，因測溫時間僅需數秒鐘，而逐漸取代其他傳統體溫測量方式。但若需測量多人體溫時，通常以不需接觸人體的紅外線額溫槍或是熱成像儀更為方便衛生。

（1）口腔溫度 
將體溫計放置在患者舌下，閉嘴約3分鐘後取出，正常範圍為36.3℃～37.2℃；
（2）直腸溫度 
測量方法是將體溫計消毒後塗上潤滑油，然後插入肛門，三分鐘後取出，其正常值比口腔溫度約高0.3℃～0.5℃；
（3）腋窩溫度 
因測量方便衛生，是目前最常使用的測溫方法，其測量方法是將體溫計夾於腋窩，五分鐘後讀取數值，正常範圍為36.1℃～37℃，比口腔溫度約低0.2℃～0.4℃。
（4）耳溫 
大腦深部有一個地方叫下視丘，下視丘是人體體溫最早上揚的地方，而供應耳膜與供應下視丘的血流恰好互有交通，因此用耳膜溫度來反映人體的溫度最為適當，同時耳膜也是可以最早偵測到人體是否有發燒的地方。耳溫可以通過耳溫槍 （页面存档备份，存于）測量耳膜溫度得到。耳溫與肛溫的相關性很高，必要時可取代肛溫，但必須注意三個月以下嬰兒的耳溫常不準確，所以不建議使用。
（5）額溫 
利用紅外線測量皮膚表面，常有嚴重低估真正體溫的現象，所以不建議常規使用。

## 體溫的正常變動
在內外因素的作用下，體溫在正常範圍內可有輕度變化，例如：下午較早晨體溫相對要高，但一般相差小於1℃；進餐後、勞動或劇烈運動後，體溫也可有輕度升高；突然進入高溫環境或情緒激動等因素也可使體溫略有升高；婦女在排卵期和妊娠期體溫稍高於正常。不同的年齡階段也存在輕微的體溫差異，如小兒因代謝率高，體溫較成年人偏高；老年人由於代謝率低，其體溫也比青壯年稍低。